# سيلين فريش
سيلين فريش (بالفرنسية: Céline Frisch)‏ هي عازفة هاربسكورد فرنسية، ولدت في 8 يونيو 1974 في مارسيليا في فرنسا.

## وصلات خارجية
- سيلين فريش على موقع ميوزك برينز (الإنجليزية)
- سيلين فريش على موقع أول ميوزيك (الإنجليزية)
- سيلين فريش على موقع ديسكوغز (الإنجليزية)